# Баррингтон, Дэйнс
Дэйнс Баррингтон (1727 или 1728 — 14 марта 1800) — британский адвокат, антиквар, этнограф и натуралист, историк права, издатель, переводчик. Более всего известен своими изучениями древней истории Англии, поисками последних носителей корнского языка и попыткой доказать, что у птиц существует собственный язык для общения.
Был четвёртым сыном первого виконта Баррингтона. В 1745 году поступил в Королевский колледж в Оксфорде, но не сумел его закончить; несмотря на это, через несколько лет был принят в Иннер-Инн и в 1750 году стал барристером. После занимания различных должностей был назначен судьёй в Уэльс в 1757 году и впоследствии (с 1778 года) стал вторым судьёй Честера. В 1785 году ушёл в отставку со всех своих должностей, чтобы целиком посвятить себя научным занятиям, оставив за собой лишь пост генерального комиссара товаров в Гибралтаре, который продолжал приносить ему существенный доход.
Хотя он имел репутацию равнодушного судьи, его сочинение Observations on the Statutes, chiefly the more ancient, from Magna Charta to 21st James I., cap. 27, with an appendix, being a proposal for new-modelling the Statutes (1766) имело высокую репутацию среди историков и исследователей права. В 1773 году он издал сочинение короля Альфреда Саксонского о Павле Орозии и собственный его перевод с англосаксонского на английский с комментариями. Его сочинение Tracts on the Probability of reaching the North Pole (1775) было написано под влиянием открытий, сделанных в ходе путешествия, предпринятого капитаном К. Дж. Фиппсом, впоследствии лордом Малгрэйвом (1744—1792). Другие письменные работы Баррингтона были обнаружены в публикациях Королевского и Антикварного Обществ, членом которых он состоял на протяжении долгого времени и был вице-президентом второго из указанных. Многие из его публикаций были собраны им в четырёхтомном издании под названием Miscellanies on various Subjects (1781). Для издания 1780 года Philosophical Transactions он написал статью о визите Моцарта в восьмилетнем возрасте в Лондон. В свою работу Miscellanies о различных вещах он включил эту статью вместе со статьями о четырёх других вундеркиндах. В числе наиболее необычных его сочинений — Experiments and Observations on the Singing of Birds и Essay on the Language of Birds (работа о языке птиц). Похоронен в церкви Темпл.
В честь Д. Баррингтона назван род растений Баррингтония (Barringtonia J.R.Forst. & G.Forst., 1776).